# Tshering Dorji
Tshering Dorji, né le 10 septembre 1993, est un footballeur international bhoutanais, qui évolue au poste de milieu de terrain au sein du club indien du NEROCA FC

## Biographie
Il joue avec l'équipe du Bhoutan depuis l'année 2011. Il marque son premier but à la 84e minute lors d'un match gagné 1-0 contre le Sri Lanka lors des Éliminatoires de la Coupe du monde 2018 à Colombo, leur premier match officiel dans cette compétition. Lors du match retour, à Thimphou, le Bhoutan l'emportera 2-1 grâce à deux buts de Chencho Gyeltshen, ce qui permet au Bhoutan de se qualifier historiquement pour le deuxième tour des éliminatoires de la Coupe du monde 2018 avec un score cumulé de 3-1.